# Quaestura exercitus
La Quaestura exercitus était un district administratif particulier de l'Empire romaine d'orient dont le siège était à Odessos. Ce district fut créé par Justinien Ier le 18 mai 536.

## Histoire
Le territoire du district comprenait les provinces romaines de Mésie inférieure, de Scythie mineure et de Tauride dans la région du bas-Danube et de la mer Noire, ainsi que les provinces des îles de la mer Égée, de Carie et de Chypre. Toutes ces provinces ont été séparés de la préfecture prétorienne de l'Orient et placées sous l'autorité d'un questeur, titre nouveau dans l'armée. L'autorité d'un questeur correspond à celle d'un magister militum. L'objectif de la quaestura exercitus était d'apporter une aide forces romaines basées dans ces régions menacées, en les connectant à des provinces plus riches, capables de leur fournir la logistique nécessaire. Sous Justinien, le questeur est un certain Bonus qui bénéficie d'une autonomie originale au sein de l'Empire romain d'Orient : il n'est pas soumis à un préfet du prétoire comme les autres gouverneurs de province. En outre, il cumule des attributions civiles et militaires, ce qui est encore dérogatoire du principe commun de séparation de ces deux fonctions. En effet, il contrôle à la fois les troupes frontalières (limitatenses), les troupes de campagne (comitatenses) et les flottes fluviales (classis danubiana) et maritimes (classis pontica, classis cariana) basées dans sa juridiction.
Par ce cumul des fonctions, il est l'un des premiers exemples de la fusion à venir des administrations civiles et militaires sous la direction d'un même fonctionnaire, qui sera plus tard généralisé dans le système des « Themes ».
Toutefois il y a un hiatus dans la suite de l'histoire de la quaestura exercitus, bien que la position du questeur existait encore au milieu des années 570, ce qui indique que l'unification territoriale a au moins eu un succès partiel,.
Les provinces danubiennes de la quaestura exercitus ainsi que les forces romaines qui y étaient basées, disparaissent après la victoire bulgare de 680 qui livre les Balkans, déjà largement peuplés par les Slaves, au Premier empire bulgare. Néanmoins, des ports fortifiés aux bouches du Tyras (Tyras) et du Danube (Harpis), en Scythie mineure (Tirizis), en Tauride (Chersonèse) et sur la côte nord-est de la mer Noire (Pityos, Dioscurias) ont été maintenus grâce à l'aide venue d'Anatolie par la mer. Leur maintien et les monnaies qui y ont été découvertes montrent que le commerce romain dans ces régions a continué. Par ailleurs, il semble que le grand thème naval anatolien des Karabisianoi a été formé à partir des ressources de la quaestura et de la classis cariana.

## Sources
- Louis Bréhier, Les Institutions de l'Empire byzantin, Albin Michel, coll. « L'évolution de l'humanité », 1970
- (en) Florin Curta, The Making of the Slavs : History and Archaeology of the Lower Danube Region c. 500-700., Cambridge/New York, Cambridge University Press, 2001, 463 p. (ISBN 0-521-80202-4)
- (en) Michael Mass, The Cambridge Companion to the Age of Justinian, Cambridge (N.Y.), Cambridge University Press, 2005, 626 p. (ISBN 0-521-81746-3)
- (en) John F. Haldon, Warfare, state and society in the Byzantine world, 565-1204, Londres, Routledge, 1999 (ISBN 1-85728-494-1)